# Pometon
Pometon es un género de coleópteros adéfagos de la familia Carabidae.

## Especies
Contiene las siguientes especies:
- Pometon bolivianus Huber, 1999
- Pometon singularis Fleutiaux, 1899